# Sebastian von Pappenheim
Sebastian von Pappenheim (* 15. Jahrhundert; † 1536) war Hofbeamter, sächsischer Rat und Inhaber des Seniorats des Reichserbmarschallamtes ab 1529.

## Leben
Sebastian von Pappenheim war der Sohn des Georg I. von Pappenheim († 1470), der bereits vor dessen Vater verstarb. Dadurch ging das Gräfenthaler Erbe von seinem Großvater direkt an Sebastian über. Er erhielt somit 1483 von Kurfürst Ernst und Herzog Albrecht das Lehen Gräfenthal. Im Jahr 1487 begleitete er die Herzöge zum Reichstag nach Nürnberg. Mit dem kaiserlichen Heer Friedrichs III. zog Sebastian 1492 gegen Karl VIII. von Frankreich in den Krieg, da dieser die für den Sohn des Kaisers Maximilian I. als zweite Ehefrau vorgesehene Herzogin der Bretagne in seiner Gewalt hatte. Der Feldzug endete am 23. Mai 1493 mit dem Frieden von Senlis. Das Seniorat des Reichserbmarschallamtes hatte Sebastian bereits 1529 übernommen, 1530 begleitete er Johann von Sachsen zum Reichstag nach Augsburg. Vermählt war Sebastian mit Ursula von Wallenrod, mit der er vier Kinder hatte.

## Nachkommen
- Georg II. († 1532)
- Veit († 1556) ⚭ Elisabeth I. von Brandenstein († 1560)
- Achatius II. († 22. Februar 1561) ⚭ Elisabeth II. von Brandenstein
- Sibylla